# つばめ交通協同組合
つばめ交通協同組合（つばめこうつうきょうどうくみあい）は、愛知県名古屋市に本社を置くつばめ自動車を中心とする、愛知県、岐阜県、三重県で営業するタクシー・ハイヤー・貨物自動車運送事業者グループが構成する協同組合である。

## 部門
所在地はすべて愛知県名古屋市中区栄1丁目21番地17。
- 事務局
- ネット開発室
- 研修センター
- 指令センター
- チケットセンター
- お客様相談室